# Libanon i olympiska spelen
Libanon deltog första gången i de olympiska spelen 1948 i London och de har sedan dess deltagit i samtliga sommarspel förutom spelen 1956 i Melbourne som de bojkottade i protest mot Storbritanniens, Frankrikes och Israels invasion av Egypten i samband med Suezkrisen samma år.
De deltog första gången i de olympiska vinterspelen 1948 i Sankt Moritz och de har sedan dess deltagit i samtliga vinterspel förutom spelen 1994 och 1998.
De har tagit totalt fyra medaljer, alla på sommarspelen och tre i brottning.

## Medaljer
| Guld | Silver | Brons | Totalt antal medaljer |
| ---- | ------ | ----- | --------------------- |
| 0    | 2      | 2     | 4                     |

### Medaljer efter sommarspel
| Spel                                    | Guld        | Silver      | Brons       | Totalt      |
| London 1948                             | 0           | 0           | 0           | 0           |
| Helsingfors 1952                        | 0           | 1           | 1           | 2           |
| Melbourne 1956 (ryttarspel i Stockholm) | Deltog inte | Deltog inte | Deltog inte | Deltog inte |
| Rom 1960                                | 0           | 0           | 0           | 0           |
| Tokyo 1964                              | 0           | 0           | 0           | 0           |
| Mexico City 1968                        | 0           | 0           | 0           | 0           |
| München 1972                            | 0           | 1           | 0           | 1           |
| Montréal 1976                           | 0           | 0           | 0           | 0           |
| Moskva 1980                             | 0           | 0           | 1           | 1           |
| Los Angeles 1984                        | 0           | 0           | 0           | 0           |
| Seoul 1988                              | 0           | 0           | 0           | 0           |
| Barcelona 1992                          | 0           | 0           | 0           | 0           |
| Atlanta 1996                            | 0           | 0           | 0           | 0           |
| Sydney 2000                             | 0           | 0           | 0           | 0           |
| Aten 2004                               | 0           | 0           | 0           | 0           |
| Peking 2008                             | 0           | 0           | 0           | 0           |
| London 2012                             | 0           | 0           | 0           | 0           |
| Totalt                                  | 0           | 2           | 2           | 4           |

### Medaljer efter vinterspel
| Spel                   | Guld        | Silver      | Brons       | Totalt      |
| Sankt Moritz 1948      | 0           | 0           | 0           | 0           |
| Oslo 1952              | 0           | 0           | 0           | 0           |
| Cortina d'Ampezzo 1956 | 0           | 0           | 0           | 0           |
| Squaw Valley 1960      | 0           | 0           | 0           | 0           |
| Innsbruck 1964         | 0           | 0           | 0           | 0           |
| Grenoble 1968          | 0           | 0           | 0           | 0           |
| Sapporo 1972           | 0           | 0           | 0           | 0           |
| Innsbruck 1976         | 0           | 0           | 0           | 0           |
| Lake Placid 1980       | 0           | 0           | 0           | 0           |
| Sarajevo 1984          | 0           | 0           | 0           | 0           |
| Calgary 1988           | 0           | 0           | 0           | 0           |
| Albertville 1992       | 0           | 0           | 0           | 0           |
| Lillehammer 1994       | Deltog inte | Deltog inte | Deltog inte | Deltog inte |
| Nagano 1998            | Deltog inte | Deltog inte | Deltog inte | Deltog inte |
| Salt Lake City 2002    | 0           | 0           | 0           | 0           |
| Turin 2006             | 0           | 0           | 0           | 0           |
| Vancouver 2010         | 0           | 0           | 0           | 0           |
| Sotji 2014             | 0           | 0           | 0           | 0           |
| Totalt                 | 0           | 0           | 0           | 0           |

### Medaljer efter sommarsport
| Sport         | Guld | Silver | Brons | Totalt |
| Brottning     | 0    | 1      | 2     | 3      |
| Tyngdlyftning | 0    | 1      | 0     | 1      |
| Totalt        | 0    | 2      | 2     | 4      |